# Łysiec Stary
Łysiec Stary (ukr. Старий Лисець, Staryj Łyseć) – wieś na Ukrainie, w obwodzie iwanofrankiwskim, w rejonie tyśmienickim.
Pod koniec XIX wieku wieś leżała w powiecie bohorodczańskim.